# Pinkas Braun
Pinkas Braun (* 7. Januar 1923 in Zürich; † 24. Juni 2008 in München) war ein Schweizer Schauspieler, Theaterregisseur, Hörspielsprecher sowie Übersetzer und Sprecher von Hörbüchern.

## Karriere
Braun wuchs als Kind jüdischer Immigranten in der Schweiz auf und brach mit 16 Jahren eine kaufmännische Lehre ab, um Schauspieler zu werden. Seine Schauspielausbildung erhielt er am Schauspielhaus Zürich (Bühnenstudio), wo er von 1948 bis 1956 engagiert war. Das Regiehandwerk erlernte er parallel dazu als Assistent bei Bertolt Brecht, der 1948 in Zürich die Uraufführung seines Stückes Herr Puntila und sein Knecht Matti auf die Bühne brachte. Mit der von ihm gegründeten «Jungen Truppe des Schauspielhauses» ging er auf viele Tourneen. Danach spielte er an Theatern in Österreich, Deutschland und Israel.
Braun war ein gefragter Film- und Fernsehdarsteller, zumeist als zwielichtiger Charakter. Im Kino ist er insbesondere durch seine Rollen in Edgar-Wallace-Filmen und deren Epigonen bekannt geworden. Im Perry-Rhodan-Kinofilm Perry Rhodan – SOS aus dem Weltall (1966) war er der Schurke. Insgesamt 39 Mal verkörperte er in der Fernsehserie Jörg Preda reist um die Welt zwischen 1966 und 1977 den Titelhelden. Der abenteuerlustige Reisejournalist Jörg Preda wird bei seinen Besuchen exotischer Länder immer wieder in die verschiedensten Kriminalfälle verwickelt und übernimmt deren Aufklärung. Die Folgen waren jeweils 25 Minuten lang. Die ersten 13 liefen ab 1966 in allen regionalen Vorabendprogrammen, zum Teil unter den Titeln Jörg Preda, Unterwegs mit Jörg Preda und Jörg Preda reist um die Welt. Nach zwölf Jahren Pause entstanden zwei neue Staffeln mit insgesamt 26 weiteren Folgen, die dann Jörg Preda berichtet hiessen.
Braun trat in mehr als 120 Fernsehspielen und -serien auf, darunter Die Geheimnisse von Paris (1980), Nirgendwo ist Poenichen (1980), in der Episode Zucker-Zucker der Fernsehserie Schwarz Rot Gold (1987), in zwei Folgen der Krimi-Serie Derrick sowie in einer Folge von Edel & Starck (2003). Seine markante Stimme machte ihn auch zu einem gefragten Sprecher für Hörbücher und Hörspiele. Dort bleiben insbesondere seine Rollen als William von Baskerville in Der Name der Rose sowie als Charles Barron in der Episode Die drei ??? und die bedrohte Ranch aus der Hörspielserie Die drei ??? unvergessen. Auch in einem der berühmten Paul-Temple-Hörspiele von Francis Durbridge war er in einer grösseren Rolle zu hören, und zwar 1959 in Paul Temple und der Fall Spencer. Seine letzte Rolle spielte Braun in dem 2004 erschienenen Kriminalfilm Mörderischer Plan.
Neben seiner Laufbahn als Schauspieler übersetzte er Theaterstücke ins Deutsche. Von 1959 bis in die 1980er-Jahre war er Exklusivübersetzer der Werke von Edward Albee, dem er im deutschsprachigen Raum als Gegenwartsdramatiker damit zum Durchbruch verhalf. Die Übersetzungen erschienen im S. Fischer Verlag; mit der Tochter des Verlegers, Gisela Bermann Fischer, war er vorübergehend verheiratet. Bermann Fischer, wie ihre heute in den USA lebende Tochter Deborah, nahmen den Namen Braun an.
Braun hatte aus zwei Ehen zwei Kinder, eine seiner Frauen war Anneliese Betschart. Aus einer Beziehung mit Karin Kernke stammt die Tochter Judith. Beide sind bzw. waren als Schauspielerinnen tätig. Mit seiner Lebensgefährtin Ingrid Resch verband ihn auch eine vielfältige und jahrelange künstlerische Zusammenarbeit bei Hörspielen, Dichterlesungen, auf der Bühne und vor der Kamera. Er starb nach längerer Krankheit und wurde auf dem Friedhof der Liberalen Jüdischen Gemeinde in München beigesetzt.

## Hörspiele (Auswahl)
- 1958: Yukio Mishima: Das Traumkissen. Regie: Carl Nagel
- 1983: Die drei ??? und das Narbengesicht (Folge 31). Regie: Heikedine Körting
- 1983: Die drei ??? und die bedrohte Ranch (Folge 33). Regie: Heikedine Körting

## Filmografie

### Kinofilme
- 1955: Himmel ohne Sterne
- 1958: Wir Wunderkinder
- 1961: Das Wunder des Malachias
- 1962: Das Rätsel der roten Orchidee
- 1962: Die Tür mit den sieben Schlössern
- 1963: Der Fluch der gelben Schlange
- 1963: Das Feuerschiff
- 1963: Piccadilly null Uhr zwölf
- 1964: Wartezimmer zum Jenseits
- 1964: Einer frißt den anderen
- 1964: Das Haus auf dem Hügel
- 1965: Die schwarzen Adler von Santa Fe
- 1965: Scharfe Küsse für Mike Forster (City of Fear)
- 1965: St. Pauli Herbertstraße
- 1966: Der Bucklige von Soho
- 1966: Höllenjagd auf heiße Ware (New York chiama Superdrago)
- 1967: Perry Rhodan – SOS aus dem Weltall (4… 3… 2… 1… morte)
- 1967: Tal der Hoffnung (Clint el solitario)
- 1967: …und Scotland Yard schweigt (The Man Outside)
- 1968: Im Banne des Unheimlichen
- 1970: The Last Escape
- 1976: Jeder stirbt für sich allein
- 1979: Charlie Muffin
- 1979: Blutspur (Bloodline)
- 1981: Geheimaktion Marseille (L’Ombre rouge)
- 1982: Feuer und Flamme
- 1984: Les Cavaliers de l’orage
- 1985: Der falsche Prinz
- 1991: Anna Göldin – Letzte Hexe
- 1992: Die Zeit danach
- 1993: Mr. Bluesman
- 1997: K – Das Zeichen des Bösen (K)
- 1998: Vom Gold und vom Vergessen (D’Or et d’oubli)
- 2000: Komiker
- 2002: Hilfe, ich bin ein Junge! (Emmas Verwandlung)

### Fernsehen
- 1954: Letzter Zug 0 Uhr 10
- 1954: Um die neunte Stunde
- 1954: John Walker schreibt an seine Mutter
- 1954: Ein Opfer für den Wind
- 1954: Das Brot des Malers Luschek
- 1955: Die Galerie der großen Detektive: David Wilson sammelt Spuren
- 1955: Abschiedsvorstellung
- 1957: Der versteinerte Wald
- 1958: Die Sache mit Kasanzew
- 1958: Romeo und Jeanette
- 1959: Nachtasyl
- 1959: Kopfgeld
- 1959: Die Gerechten
- 1959: Der Verräter
- 1960: So ist es – ist es so?
- 1961: Madame de …
- 1961: Die Falle
- 1961: Der Feind
- 1962: Mord im Dom
- 1964: Das Duell
- 1966: Die Ermittlung
- 1966: Jörg Preda reist um die Welt
- 1966: Um Lucretia
- 1966: Die Ermittlung
- 1967: Der Mieter
- 1967: Der Tod läuft hinterher
- 1968: Der Fall Tuchatschewskij
- 1969: Torquato Tasso
- 1969: Jacques Offenbach – Ein Lebensbild
- 1969: Hotel Royal
- 1970: Ende der Vorstellung 24 Uhr
- 1971: Die Frau in Weiß
- 1971: Annemarie Lesser
- 1971: Der Zeuge
- 1972: Das Jahrhundert der Chirurgen
- 1973: Molière pour rire et pour pleurer
- 1973: Wenn ihr wollt, ist es kein Märchen
- 1976: Feinde
- 1976: Derrick: Kalkutta
- 1976: Der Winter, der ein Sommer war
- 1976: Gesellschaftsspiele
- 1977–1980: Jörg Preda berichtet
- 1978: Jauche und Levkojen
- 1980: Nirgendwo ist Poenichen
- 1980: Die Geheimnisse von Paris
- 1982–1983: Mit Rose und Revolver
- 1982: Phönix an der Ecke
- 1983: Tödliche Ehen
- 1983: Die Matrosen von Kronstadt
- 1985: Alte Gauner: Alte Meister
- 1985: Grenzenloses Himmelblau
- 1986: Vertrauen gegen Vertrauen
- 1986: Derrick: Entlassen Sie diesen Mann nicht!
- 1987: Friedenspolka
- 1988: Schwarz Rot Gold: Zucker-Zucker
- 1988: Im Schatten der Angst
- 1991: Tod auf Bali
- 1991: Sehnsüchte oder Es ist alles unheimlich leicht
- 1992–1993: Blank Meier Jensen
- 1994: Hallo, Onkel Doc!
- 1994: Zwei alte Hasen: Falscher Hase
- 1995: Zoff und Zärtlichkeit
- 1995: Geschäfte
- 1995: Inseln unter dem Wind
- 1996: Edgar Wallace: Die Katze von Kensington
- 1996–1998: Alle meine Töchter
- 1996: Die Bibel – Samson und Delila
- 1997: Stockinger: Pfeile im Tennengau
- 1997: Das Traumschiff: St. Lucia
- 1998: Annas Fluch – Tödliche Gedanken
- 1999: Unser Charly: Heimlichkeiten
- 2001: Edelweiss
- 2002: Singapur-Express – Geheimnis einer Liebe
- 2002: SK Kölsch: Mietersorgen
- 2003: Edel & Starck: Ein unmoralisches Angebot
- 2003: Adelheid und ihre Mörder: Botschaft aus dem Grab
- 2004: Mörderischer Plan

## Auszeichnungen
- 2001: Nominierung für den Schweizer Filmpreis als bester Darsteller in Komiker